# Ноо
Ноо́ (фр. Noô) — науково-фантастичний роман (космічна опера) французького письменника Стефана Вуля, опублікований у 1977 році.

## Сюжет
«Ноо» — роман від першої особи з лінійним розвитком подій. Він оповідає про пригоди Бріса Ле Кререра (Brice Le Creurer), що відбуваються на двох планетах — Соро́р (Soror) і Канді́да (Candida). Починається і закінчується мареннями одного психічнохворого, якого Бріс доставив до психіатра.
У 1938 році Бріс заблукав у джунглях Венесуели. Хворого, його підбирають індіанці, згодом Жув Демеріль бере його у космічну мандрівку. Коли притомність повертається до Бріса, він виявляє, що знаходиться на планеті Сорор, у сюрреалістичній обстановці.
У супроводі Жува Демеріля Бріс відвідує Великий Хрест (Grand'Croix) — столицю Сорору, де натрапляє на «repteuses» (автомобілі), і «kélides» (літаки), багаторасове і пістряве суспільство. Укриті шаром другої шкіри із захисних грибків та лишайників, Бріс і Демеріль вирушають у сорорські джунглі, щоб втекти від повсюдної Держави і там зазнають дії «ноозому» (noôzome) — речовини з галюциногенними властивостями. Остання частина роману являє собою цілий «нарис», присвячений «ноомології» — науці про ноозом.

## Французькі видання
Роман видавався у двох варіантах: у двох томах й одною книжкою.
- Noô1 (Denoël, серія Présence du futur), обкладинка Стефана Дюмона (1977); перевидання у 1991, обкладинка Жака-Іва Кервевана (ISBN 2-207-50236-8);
- Noô2 (Denoël, серія Présence du futur), обкладинка Стефана Дюмона (1977); перевидання у 1991, обкладинка Жака-Іва Кервевана (ISBN 2-207-50237-6);
- Повне зібрання творів, том 2 (Œuvres complètes — 2) (Lefrancq, серія Volumes, 1997), обкладинка Рене Брантонна (ISBN 2-87153-451-9);
- Gallimard, серія Folio SF, 2002 (ISBN 2-07-042278-X).